# Třída G 132
Třída G 132 byla třída torpédoborců německé Kaiserliche Marine z období první světové války. Celkem bylo postaveno pět jednotek této třídy. Ve službě byly od roku 1906. Vyřazeny byly po první světové válce.
Šestá jednotka SMS G 137 byla derivátem třídy G 132, ale měla větší rozměry a experimentální pohon, takže je považována za samostatmou třídu.

## Stavba
Celkem bylo postaveno pět jednotek této třídy. Oproti starším plavidlům loděnice Germaniawerft třídy G 108 měly větší výtlak a robusnější konstrukci. Jejich kýly byly založeny roku 1905 v loděnici Germaniawerft v Kielu. Do služby byly přijaty v letech 1906–1907.
Jednotky třídy G 132:
| Jméno | Zahájení stavby | Spuštění na vodu  | Zařazena do služby | Status                           |
| ----- | --------------- | ----------------- | ------------------ | -------------------------------- |
| G 132 | 1905            | 12. května 1906   | srpen 1906         | Od září 1916 T132. Vyřazen 1921. |
| G 133 | 1905            | 30. června 1906   | prosinec 1906      | Od září 1916 T133. Vyřazen 1921. |
| G 134 | 1905            | 23. července 1906 | březen 1907        | Od září 1916 T134. Vyřazen 1920. |
| G 135 | 1905            | 7. září 1906      | leden 1907         | Od září 1916 T135. Vyřazen 1921. |
| G 136 | 1905            | 25. srpna 1906    | březen 1907        | Od září 1916 T136. Vyřazen 1921. |

## Konstrukce

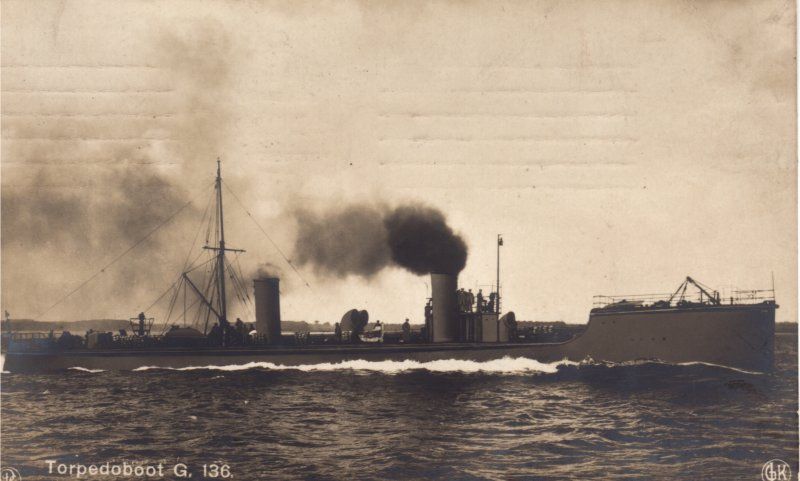
SMS G 136

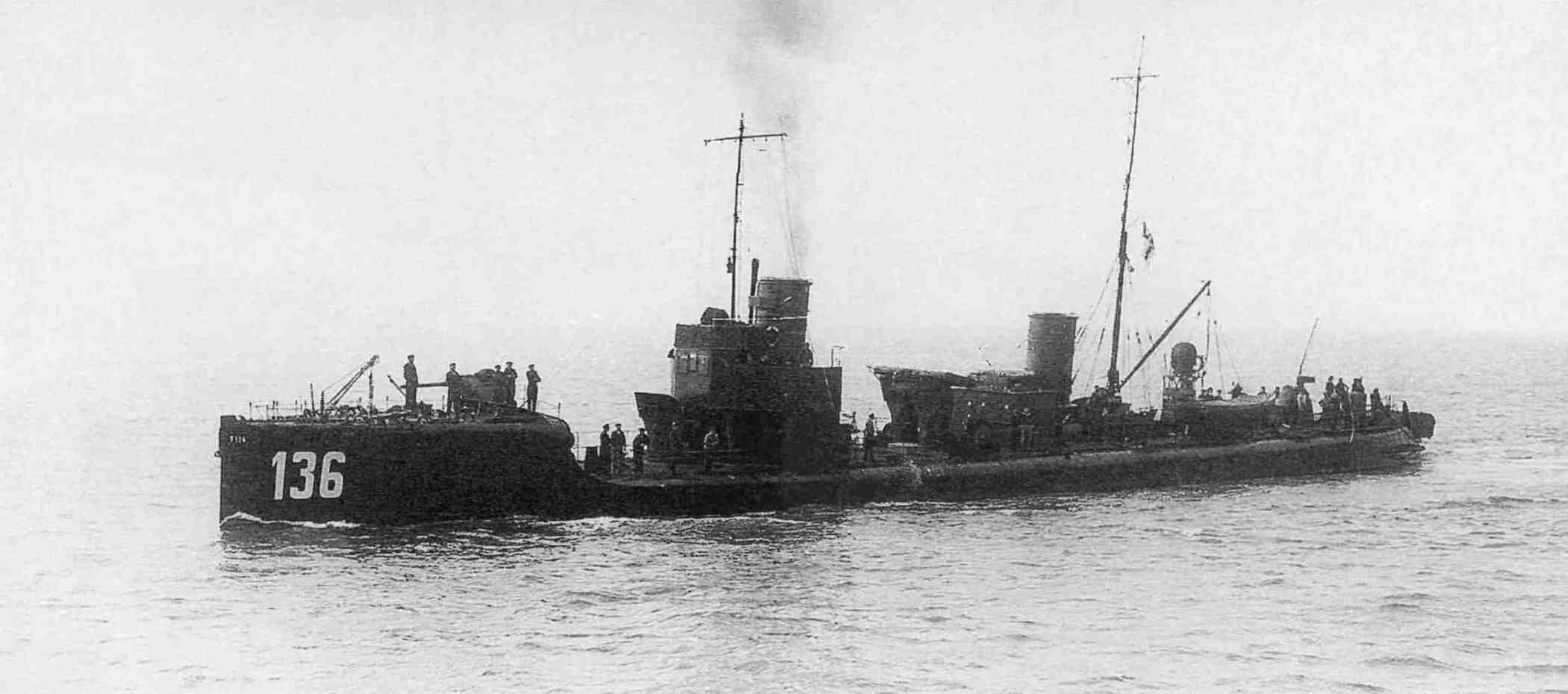
SMS T 136 (ex G 136)

Hlavní výzbroj představovaly čtyři 50mm/37 kanóny SK L/40 C/92 a tři jednohlavňové 450mm torpédomety se zásobou pěti torpéd. Torpédoborec G 135 měl odlišné složení hlavňové výzbroje: jeden 88mm/32 kanón SK L/35 C/01 a dva 52mm/52 kanóny SK L/55 C/03. Pohonný systém tvořily tří kotle Marine a dva parní stroje s trojnásobnou expanzí o výkonu 7000 hp, pohánějící dva lodní šrouby. Měly dva komíny. Nejvyšší rychlost dosahovala 28 uzlů. Neseno bylo 132 tun uhlí. Dosah byl 2000 námořních mil při rychlosti dvanáct uzlů a 1060 námořních mil při rychlosti 17 uzlů.